# Семипалатинская губерния
Семипалатинская губерния — административно-территориальная единица Киргизской АССР (с 1925 года — Казахской АССР), существовавшая в 1920—1928 годах. Центр — город Семипалатинск.

## Предыстория
В связи с планами по образованию Киргизской Автономной Советской Социалистической Республики возникла необходимость определить её северные границы. Административная комиссия ВЦИК решила включить Омскую губернию и Семипалатинскую область в состав новой республики, однако это противоречило позиции Сибирского революционного комитета (Сибревкома). По мнению последнего, учитывая население, только Акмолинский и Атбасарский уезды Омской губернии и полностью Семипалатинская область должны быть переданы Киргизской республике.

## История
Семипалатинская губерния была образована 11 декабря 1920 года на основании I сессии Центрального исполнительного комитета (ЦИК) Киргизской АССР из уездов: Зайсанского (23 волости), Каркаралинского (24 волости), Семипалатинского (49 волостей), Усть-Каменогорского (39 волостей) Семипалатинской области. Фактически Семипалатинская область была переименована в губернию ещё 13 мая 1918 года. 
К моменту образования губернии она всё ещё не была полностью подчинена Киргизской АССР, поэтому 16 февраля 1921 года была создана чрезвычайная полномочная комиссия Киргизского ЦИК (Сибкиркомиссия), в состав которой вошли также представители Сибревкома. Просуществовав до июня 1921 года, комиссия завершила и юридически оформила переход территорий Омской губернии и Семипалатинской области в состав Киргизской АССР(19). Заслушав доклад комиссии, Сибревком постановил считать Семипалатинскую область окончально перешедшей в состав Киргизской республики с 10 мая 1921 года.
27 февраля 1921 года в состав губернии был передан Павлодарский уезд из Омской губернии, а после октября 1921 года — Иртышский район, который вошёл в состав Павлодарского уезда. 2 июня 1921 года из состава Алтайской губернии был передан Бухтарминский уезд. 
17 января 1928 года постановлением ЦИК Казахской АССР губерния была ликвидирована, а на её территории созданы Акмолинский, Каркаралинский, Павлодарский, Семипалатинский и Сыр-Дарьинский округа. Данное решение было утверждено постановлением ВЦИК «О районировании Автономной Казакской ССР» от 3 сентября 1928 года.